# Gina Ravera
Gina Ravera (n. 20 mai 1966, San Francisco, California, SUA) este o actriță americană. Este foarte bine cunoscută pentru rolul Irene Daniels din drama The Closer, produsă de TNT. A făcut dans clasic. A făcut parte din distribuția Time of Your Life, un serial foarte popular al Fox. Din distribuție făcea parte și Jennifer Love Hewitt și alți actori de primă mână, printre care Jennifer Garner și Pauley Perrette. Au avut foarte mare succes cu propriul show de televiziue, Alias și NCIS. A mai completat distribuțiile altor filme precum Soul Food, The Closer, ER, și The Great Debaters.

## Filmografie
- Silk Stalkings(1993-1994)
- Showgirls (1995)
- Get on the Bus (1996)
- Soul Food (1997)
- Kiss the Girls (1997)
- The Temptations (1998)
- Rhapsody (TV movie) (2000)
- Time of Your Life (1999-2001)
- Bones (2001)
- Gas (2004)
- Boston Legal (2004)
- The Closer (2005-2009)
- ER (2006-2008)
- The Great Debaters (2007)